# アメリカ合衆国農務長官
アメリカ合衆国農務長官（アメリカがっしゅうこくのうむちょうかん、United States Secretary of Agriculture）は、アメリカ合衆国農務省の長である。同職は諸外国政府における農務大臣と同様の任務を帯びている。日本の農林水産大臣に相当する。

## 概要
アメリカ合衆国農務省内には以下のような下部組織がある。アメリカ合衆国林野庁は77万平方キロメートルの国有林と緑地を管理する。食料安全検査局はアメリカ国内で生産・販売される食料の安全性を確保する。低所得者層に食料を供給するため、各州でフード・スタンプ計画が実施されている。共同研究教育普及局は農家や造園業者への勧告をなす。
農務長官職の継承順位は以下の通り。
1. 農務副長官
2. 農場・対外農業政策担当農務次官
3. 食料・栄養・消費者政策担当農務次官
4. 管理担当農務次官補
5. 調査・教育・経済情勢担当農務次官
6. 食料安全担当農務次官
7. 天然資源・環境担当農務次官
8. 田園開発担当農務次官
9. 市場取引・取締担当農務次官
10. 農務省法律顧問
11. 農務長官府首席補佐官
12. 農務省農場サービス庁各州支局長
13. 農務省食料栄養局各地域支局長
14. 農務省最高財務責任者
15. 公民権担当農務次官補
16. 議会関係担当農務次官補

## 歴代農務長官
| 代 | 画像 | 氏名                          | 居住州               | 在任期間                       | 大統領                                                               |
| -- | ---- | ----------------------------- | -------------------- | ------------------------------ | -------------------------------------------------------------------- |
| 1  |      | ノーマン・J・コールマン       | ミズーリ州           | 1889年2月15日 - 1889年3月6日   | グローヴァー・クリーヴランド                                         |
| 2  |      | ジェレマイア・M・ラスク       | ウィスコンシン州     | 1889年3月6日 - 1893年3月6日    | ベンジャミン・ハリスン                                               |
| 3  |      | ジュリアス・S・モートン       | ネブラスカ州         | 1893年3月7日 - 1897年3月5日    | グローヴァー・クリーヴランド                                         |
| 4  |      | ジェイムズ・ウィルスン        | アイオワ州           | 1897年3月6日 - 1913年3月5日    | ウィリアム・マッキンリー セオドア・ローズヴェルト ウィリアム・タフト |
| 5  |      | デイヴィッド・F・ヒューストン | ミズーリ州           | 1913年3月6日 - 1920年2月2日    | ウッドロウ・ウィルスン                                               |
| 6  |      | エドウィン・T・メレディス     | アイオワ州           | 1920年2月2日 - 1921年3月4日    | ウッドロウ・ウィルスン                                               |
| 7  |      | ヘンリー・C・ウォーレス       | アイオワ州           | 1921年3月5日 - 1924年10月25日  | ウォレン・ハーディング カルヴァン・クーリッジ                        |
| 8  |      | ハワード・M・ゴア             | ウェストバージニア州 | 1924年11月22日 - 1925年3月4日  | カルヴァン・クーリッジ                                               |
| 9  |      | ウィリアム・M・ジャーディン   | カンザス州           | 1925年3月5日 - 1929年3月4日    | カルヴァン・クーリッジ                                               |
| 10 |      | アーサー・M・ハイド           | ミズーリ州           | 1929年3月6日 - 1933年3月4日    | ハーバート・フーヴァー                                               |
| 11 |      | ヘンリー・A・ウォーレス       | アイオワ州           | 1933年3月4日 - 1940年9月4日    | フランクリン・ローズヴェルト                                         |
| 12 |      | クロード・R・ウィッカード     | インディアナ州       | 1940年9月5日 - 1945年6月29日   | フランクリン・ローズヴェルト ハリー・S・トルーマン                   |
| 13 |      | クリントン・P・アンダースン   | ニューメキシコ州     | 1945年6月30日 - 1948年5月10日  | ハリー・S・トルーマン                                                |
| 14 |      | チャールズ・F・ブラナン       | コロラド州           | 1948年6月2日 - 1953年1月20日   | ハリー・S・トルーマン                                                |
| 15 |      | エズラ・T・ベンスン           | アイダホ州           | 1953年1月21日 - 1961年1月20日  | ドワイト・アイゼンハウアー                                           |
| 16 |      | オーヴィル・L・フリーマン     | ミネソタ州           | 1961年1月21日 - 1969年1月20日  | ジョン・F・ケネディ リンドン・ジョンスン                             |
| 17 |      | クリフォード・M・ハーディン   | ネブラスカ州         | 1969年1月21日 - 1971年11月17日 | リチャード・ニクソン                                                 |
| 18 |      | アール・L・バッツ             | インディアナ州       | 1971年12月2日 - 1976年10月4日  | リチャード・ニクソン ジェラルド・フォード                            |
| 19 |      | ジョン・A・ネブル             | オクラホマ州         | 1976年11月4日 - 1977年1月20日  | ジェラルド・フォード                                                 |
| 20 |      | ロバート・S・バーグランド     | ミネソタ州           | 1977年1月23日 - 1981年1月20日  | ジミー・カーター                                                     |
| 21 |      | ジョン・R・ブロック           | イリノイ州           | 1981年1月23日 - 1986年2月14日  | ロナルド・リーガン                                                   |
| 22 |      | リチャード・E・リング         | カリフォルニア州     | 1986年3月7日 - 1989年1月21日   | ロナルド・リーガン                                                   |
| 23 |      | クレイトン・K・ヤイター       | ネブラスカ州         | 1989年2月16日 - 1991年3月1日   | ジョージ・H・W・ブッシュ                                             |
| 24 |      | エドワード・R・マディガン     | イリノイ州           | 1991年3月8日 - 1993年1月20日   | ジョージ・H・W・ブッシュ                                             |
| 25 |      | アルフォンソ・M・イスパイ     | ミシシッピ州         | 1993年1月22日 - 1994年12月31日 | ビル・クリントン                                                     |
| 26 |      | ダニエル・R・グリックマン     | カンザス州           | 1995年3月30日 - 2001年1月19日  | ビル・クリントン                                                     |
| 27 |      | アン・M・ヴェネマン           | カリフォルニア州     | 2001年1月20日 - 2005年1月20日  | ジョージ・W・ブッシュ                                                |
| 28 |      | マイケル・O・ジョハンズ       | ネブラスカ州         | 2005年1月21日 - 2007年9月20日  | ジョージ・W・ブッシュ                                                |
| 29 |      | エドワード・T・シェーファー   | ノースダコタ州       | 2008年1月28日 - 2009年1月20日  | ジョージ・W・ブッシュ                                                |
| 30 |      | トム・ヴィルサック            | アイオワ州           | 2009年1月20日 - 2017年1月13日  | バラク・オバマ                                                       |
| -  |      | マイケル・スキューズ          | デラウェア州         | 2017年1月13日 - 2017年1月20日  | バラク・オバマ                                                       |
| -  |      | マイク・ヤング                |                      | 2017年1月20日 - 2017年4月25日  | ドナルド・トランプ                                                   |
| 31 |      | ソニー・パーデュー            | ジョージア州         | 2017年4月25日 - 2021年1月20日  | ドナルド・トランプ                                                   |
| -  |      | ケヴィン・シェイ（代理）      |                      | 2021年1月20日 - 2021年2月24日  | ジョー・バイデン                                                     |
| 32 |      | トム・ヴィルサック            | アイオワ州           | 2021年2月24日 - 2025年1月20日  | ジョー・バイデン                                                     |
| -  |      | ゲイリー・ワシントン（代理）  |                      | 2025年1月20日 - 2025年2月13日  | ドナルド・トランプ                                                   |
| 33 |      | ブルック・ロリンズ            | テキサス州           | 2025年2月13日 - 現職           | ドナルド・トランプ                                                   |